# Amaro Averna
Amaro Averna is een likeur die wordt geproduceerd in Caltanissetta, Sicilië (Italië). Het bedrijf Averna werd in 2014 overgenomen door Gruppo Campari.

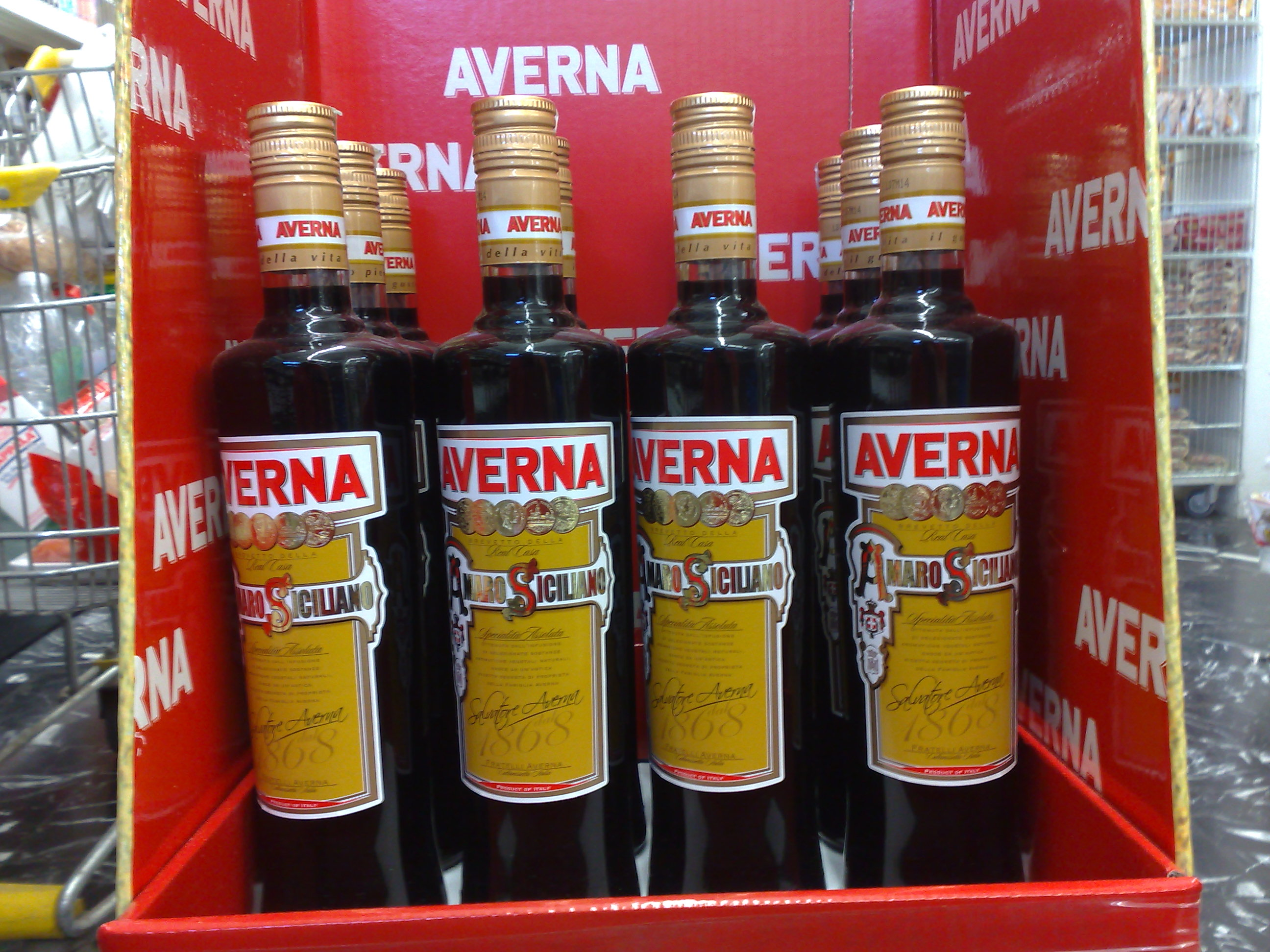
Amaro Averna

## Geschiedenis
Volgens een oorspronglegende die typisch is voor likeuren, werd het recept voor Amaro Averna in het begin van de 19e eeuw ontwikkeld door monniken uit het benedictijner klooster van Santo Spirito. In 1854 zou de monnik Frà Girolamo het recept hebben gegeven aan een textielhandelaar genaamd Salvatore Averna als dank voor zijn inzet voor het klooster en de regio.
Averna maakte de kruidenlikeur aanvankelijk alleen voor gasten in het landhuis van zijn familie in Xiboli (Caltanissetta), waar de familie de hete Siciliaanse zomers doorbracht. Aan het begin van de 20e eeuw gaf hij het recept en het bedrijf door aan zijn zoon Francesco Averna, die de Amaro presenteerde op beurzen in Italië en daarbuiten.
Na de dood van Francesco Averna nam zijn vrouw Anna Maria in 1923 de leiding van het bedrijf over. Samen met haar zoons Salvatore, Paolo, Emilio en Michele breidde ze het merk continu uit. In 1958 werd het familiebedrijf de Fratelli Averna S.p.A. Op dat moment werd de Amaro Averna al verkocht in de Verenigde Staten. In 2014 nam de Gruppo Campari het bedrijf over.

## Proeven
Het heeft een donkere kleur, met een niet al te bittere smaak. Het oorspronkelijke recept voorzag een alcoholgehalte gelijk aan 34%, wat in de jaren 2000 32% was en daarna 29%. De likeur wordt puur of met ijs gedronken, als digestief of zomerdrankje (met veel ijs) of op koelkasttemperatuur.